# Solarindustrie

Entwicklung der weltweit installierten Photovoltaik-Kapazität seit 2005 bis 2021.

Weltweite Produktion von Solarmodulen seit 2005 bis 2021.

Als Solarindustrie (auch: Photovoltaikindustrie, umgangssprachlich auch Solarbranche oder Solarwirtschaft) wird die Gesamtheit der Industrie-Unternehmen bezeichnet, die als Zulieferer Teile zur Herstellung von Anlagen zur direkten Nutzung der Sonnenenergie, z. B. Solarzellen für Photovoltaikanlagen (kurz auch: PV-Anlagen), liefern oder in den Herstellungsprozess selbst eingegliedert sind. Hierbei gibt es Hersteller, die die gesamte Wertschöpfungskette erschlossen haben und andere, die nur Teilprozesse durchführen, wie zum Beispiel die Waferherstellung. Einen anderen Zweig stellt die Solarthermie dar. Hierbei wird die thermische Energie nutzbar gemacht. Zur Solarindustrie werden auch Firmen gerechnet, die Anlagen und Maschinen für die Herstellung von Solarsilizium liefern. Handwerksbetriebe, die Solaranlagen installieren, gehören nicht zur Solarindustrie. Die Solarindustrie wird trotz der Verwendung von Halbleitertechnologie in der Photovoltaik nicht zur Halbleiterindustrie gezählt.

## Hersteller & Produktion

### Modulproduktion
Hersteller von Polysilizium und Solarmodulen aus China dominieren heutzutage den Weltmarkt. Stand 2020 stellte China knapp 70 % aller Module her, vor Vietnam (7,9 %), Südkorea (5,2 %), Malaysia (4,2 %) und den Vereinigten Staaten (3,2 %). In Europa wurden nur 1,8 % der Solarmodule hergestellt.
Die kumulative Gesamtproduktion (produzierte Solarmodule) Stand Q4/2021 schätzt das ISE auf 1.020 GWp.

#### Unterschiedliche Typen
Das Produktionsvolumen verteilt sich auf folgende Technologien:
- Dünnschichtsolarzellen
- Polykristallines-Silizium (Poly-Si oder c-Si)
- Monokristallines-Silizium (Mono-Si)

Dabei spielt Poly-Si eine wirtschaftlich herausragende Rolle. Seit dem Jahr 2016 ist jedoch eine Trendwende zu Mono-Si auch in der Solarbranche laut Angaben des Fraunhofer ISE zu erkennen. Unter den kommerziellen Dünnschicht-Techniken hat sich CdTe (Anbieter z. B. First Solar) gegenüber amorphen Silizium (a-Si) durchgesetzt. Markttechnisch existieren jedoch unterschiedliche Sub-Technologien, daher erfolgt häufig eine Kategorisierung in Klassen, z. B. "Hocheffizient", "breite Masse" oder "Budget".

#### Produktionskapazität
Im Jahr 2020 wird eine Produktionskapazität (weltweit) von rund 140 GWp/a angenommen. Fachleute sprechen für 2022 von 310 GWp. Die Produktionskapazitäten aus China wurden 2005 noch auf 257 MW geschätzt. Einer der größten PV-Hersteller weltweit ist der chinesische Hersteller Trina Solar, welche laut eigenen Angaben bis Ende 2021 rund 80 GW Solarmodule (kumuliert) ausgeliefert hat. First Solar gibt für die letzten 20 Jahre rund 25 GW an gelieferten Solarmodulen an.

### Vorprodukte
China dominiert Stand 2021 auch den Markt für Polysilizium (79,4 %), Wafer (96,8 %) und Zellen (85,1 %). Auch in anderen Ländern hergestellte Module sind damit in der Lieferkette in weiten Teilen von chinesischen Vorprodukten abhängig. Im Januar 2023 veröffentlichte China Pläne für Export-Beschränkungen für Equipment zur Herstellung von Polysilizium und Wafern.
Die größten Hersteller von Polysilizium waren Stand 2021 die chinesischen Hersteller Tongwei, GCL Technology und Daqo New Energy vor dem deutschen Unternehmen Wacker Chemie, das von 2016 bis 2019 noch Marktführer war. Die Kapazität am Markt wächst rasant: Nach Schätzungen hat die Polysilizium-Herstellung 2022 eine Kapazität von 295 GW erreicht und soll bis Ende 2023 auf 536 GW wachsen. Sie wäre damit weit größer als die Kapazität für die Herstellung von Zellen und Modulen.

### Wechselrichter
Während China die Herstellung von Solarmodulen dominiert, hatten europäische Unternehmen im Jahr 2020 bei der Herstellung von Solarwechselrichtern noch einen Marktanteil von 24 %.

### Abfall und Kreislauf
Nach einem Bericht der International Renewable Energy Agency (IRENA) zusammen mit der International Energy Agency Photovoltaic Power Systems Programme (IEA-PVPS) aus dem Jahr 2016 stehen nach ca. 30 Jahren Laufzeit schätzungsweise rund 78 Millionen Tonnen "Rohmaterial" und andere Komponenten bis 2050 zur Verfügung. Die Studie schätzt ab 2030 eine wachsende Zahl an veralteten PV-Modulen, welche ab dem Jahr 2000 installiert wurden und bietet Handlungsempfehlungen an. Fachleute empfehlen die Suche nach Märkten für ausgemusterte Solarmodule und "Hunderten Gigawatt Spitzenleistung".

## Weltweit

### Aktuelle Kennzahlen
Weltweit überstieg die Stromproduktion durch PV nach Angaben der IEA 2021 erstmals die 1.000 TWh Marke.

### Marktdaten
Nach Einschätzungen von Marktanalysen belief sich der weltweite Gesamtumsatz mit PV-Modulen auf rund 146 Milliarden US-Dollar im Jahr 2021. Die Umsätze mit Solarwechselrichtern werden auf ca. 19 Milliarden US-Dollar im Jahr 2030 geschätzt.

### Marktdaten Europa
Die EU importierte im Jahr 2021 nach Angaben von Eurostat Solarmodule im Wert von 9,8 Milliarden Euro. Im gleichen Jahr wurden 1,3 Milliarden Euro Solarmodule exportiert.

## Deutschland
In Deutschland verdankte die Solarindustrie ihren anfänglichen und stärksten Aufschwung seit dem Jahre 2000 insbesondere der gesetzlich garantierten Einspeisevergütung, die durch das Erneuerbare-Energien-Gesetz (EEG) geregelt wird. Von 2000 bis 2011 stieg die mit Photovoltaik erzeugte Energie von 0,064 TWh auf ca. 19 TWh und damit auf das rund Dreihundertfache. Seit Einführung des EEG ist die Vergütung für PV-Strom aus neuen Kraftwerken um bis zu 90 % gesunken. Mit der EEG-Novelle 2023 soll der Ausbau erneuerbarer Energien massiv beschleunigt werden.

### Aktuelle Kennzahlen
Stand 2021 lag Deutschlands PV-Beitrag bei 59 GWp (6,9 %) von weltweit 848 GWp. In Deutschland waren 2,2 Millionen PV-Systeme installiert. Im Jahr 2021 wurden rund 6 GWp zugebaut, d. h. kumuliert sind laut Bundesnetzagentur im November 2022 rund 66 GWp in Deutschland installiert.

### Beschäftigungszahlen
Nach Zahlen des Bundeswirtschaftsministeriums hat sich die Zahl der Arbeitsplätze in der Photovoltaikbranche in Deutschland zwischen 2012 und 2013 von 100.300 auf rund 56.000 halbiert. Das Ministerium sieht den Grund dafür in einem nicht nachhaltigen Photovoltaik-Ausbau. Die Solarbranche machte dafür überzogene Förderkürzungen verantwortlich.
Nach Angaben des Bundesverbandes Solarwirtschaft (BSW) gab es in Deutschland im Jahr 2012 rund 10.000 Unternehmen in der Solarbranche, davon rund 350 Produzenten. Diese beschäftigten insgesamt 120.000 Mitarbeiter. Die Branche zählte Stand 2018 rund 45.700 Beschäftigte in Deutschland in der Solarindustrie. Die Zahlen blieben auch 2021 unter der 60.000 Marke.
Den Beschäftigungszahlen steht (Stand Ende 2022) ein Fachkräftemangel von bis zu 216.000 (Solar und Wind) laut Studie gegenüber. Auch der VDE äußert sich zu dem Fachkräftemangel aufgrund "negativer politischen Rahmenbedingungen".
Der Bundesverband Solarwirtschaft (BSW) zählt für das 2025 rund 120.000 Beschäftigte. Dies folgt auf eine Prognose aus dem Jahr 2022 für das Jahr 2030, wo rund 100.000 Beschäftigte geschätzt wurde, was zugleich eine Verdopplung von der Halbierung aus dem Krisenjahr bedeuten würde. Von den o. g. 120.000 sind bereits 7,5 % der Personen aus der neueren Solarspeicherstrom-Technologie (d. h. Batteriespeichersysteme basierend auf Lithium-Ionen-Akkumulator-Technologie) zugerechnet. Siehe auch Batteriespeicher-Kraftwerk.

### European Solar Initiative
Anfang 2021 initiierte ein Branchenverband eine „European Solar Initiative“ mit dem Ziel, bis 2025 in Europa eine Produktionskapazität von 20 GW an Photovoltaik aufzubauen. Die Initiative wird von der EU-Kommission unterstützt. Angesichts gestiegener Transport- und gesunkener Produktionskosten soll die Produktion in Europa wettbewerbsfähig mit der Herstellung in Asien sein. Stand 2021 planten mehrere Unternehmen, in europäischen Ländern neue Kapazität zur Produktion von Solarmodulen und Vorprodukten zu schaffen. Im Dezember 2022 wurde die Solar PV Industry Alliance gegründet, mit dem Ziel, bis 2025 die Kapazität zur Produktion von Solarzellen in der EU entlang der gesamten Wertschöpfungskette auf 30 GWp pro Jahr zu steigern.

### Marktdaten
Der Gesamtumsatz Photovoltaik inklusive Maschinenbau belief sich im Jahr 2011 auf rund 19 Mrd. Euro. Dabei wurden die Umsätze der Industrie und des Handwerks zusammengerechnet. Die Umsätze im Jahr 2007 lagen noch bei rund 6 Mrd. Euro.
Einen Marktüberblick stellte bis zu seiner Einstellung im November 2018 der Photovoltaik Global 30 Index dar, der börsennotierte Unternehmen weltweit erfasste. Einen Neuansatz für Marktdaten bietet die Plattform pvXchange. Der Bundesverband Solarwirtschaft (BSW) gibt für Mitglieder den Geschäftsklimaindex (GKI) heraus, welcher 2022 laut BSW ein Allzeithoch erreichte.
Im Gegensatz zur Photovoltaik waren deutsche Hersteller solarthermischer Anlagen unverändert (Stand 2013) erfolgreich auf den Weltmärkten und profitierten dabei vor allem auch vom enormen Wachstum der solaren Wärmeerzeugung in China.

### Organisationen und Verbände (Beispiele)

#### Deutschland
Zu den führenden F&E-Einrichtungen oder Interessensverbänden in Deutschland zählen z. B.
- die Deutsche Gesellschaft für Sonnenenergie (DGS), setzt sich seit 1975 für Veränderung der Energiewirtschaft zu einer nachhaltigen Wirtschaftsweise durch breite Einführung erneuerbarer Energien ein und ist Herausgeber des Magazins Sonnenenergie,
- der Verband Bundesverband Solarwirtschaft (BSW), der seit seiner Gründung 1979 als Branchenvertreter tätig ist,
- das Fraunhofer-Institut für Solare Energiesysteme (ISE), 1981 gegründet, war das erste außeruniversitäre Solarforschungsinstitut in Europa,
- der Solarenergie-Förderverein Deutschland (SFV), setzt sich seit 1986 für die rasche, vollständige Umstellung der Energiebereitstellung auf erneuerbare Energien ein,
- die Europäische Vereinigung für Erneuerbare Energien (EUROSOLAR), 1988 in Bonn mit dem Ziel gegründet, fossile und nukleare Energien durch ein solares Energie-Zeitalter abzulösen,
- das Fraunhofer-Center für Silizium-Photovoltaik (CSP), das 2007 in Halle für gezielte Forschung und Entwicklung zu und von Silizium-Materialien gegründet wurde,
- das Fraunhofer-Institut für Energiewirtschaft und Energiesystemtechnik (IEE), 2018 in Kassel aus dem Institut für Solare Energieversorgungstechnik in Kassel hervorgegangen.[43]

Die Messe Intersolar gilt als Leitmesse der Solarindustrie.

#### Schweiz
In der Schweiz ist der Fachverband Swissolar seit 1978 für die Branche tätig.

#### Übergeordnet
Weitere Interessenverbände
- EU ProSun[45]
- EU ProSun Glass[46]

## Solarmarkt- und Solarherstellerkrise ab ca. 2010

### Chronologie der Krise der deutschen Solarindustrie in den Jahren 2011–2013

Photovoltaik-Zellproduktion (1995–2013). Stand 2022 wird die Zellproduktion zu 84 % und die Modulproduktion zu 78 % von China angeführt.

#### Hintergrund
Aufgrund der Verlagerung von Produktionskapazitäten in Länder mit niedrigerem Lohnniveau, geringeren Umweltstandards und höherer staatlicher Förderung, z. B. in Asien, sanken die Modulpreise und setzten die deutsche Solarindustrie zunehmend unter Druck. Zahlreiche Unternehmen mussten Insolvenz anmelden oder Sanierungen durchführen. Der BSW schreibt in seiner Verbandsgeschichte über das Jahr 2012: "Zunehmender Wettbewerb, ein Preisverfall infolge von Überkapazitäten sowie unstete Förderbedingungen in den wichtigsten europäischen Märkten sorgen bei vielen Unternehmen für ertrags- oder sogar existenzbedrohende Situationen." Ebenso verfielen nach Angaben des BSW die Systempreise, z. B. um 64 % zwischen 2006 und 2012.
Die PV-Modulpreise (Poly-Si) verfielen rapide ab dem Jahr 2010 von über 2 US-Dollar per Watt auf unter 1 US-Dollar (2012). Durch die zunehmende, globale Modulproduktion (Kapazität) verfiel der Preis ab 2016 unter 0,5 US-Dollar per Watt.
Laut Marktdaten des BSW fielen die in Deutschland gemeldeten, jährlichen installierten PV-Leistungen schlagartig zwischen 2012 und 2016. Ab 2017 hat sich dieser Trend jedoch wieder umgekehrt. Die Zuwächse im Jahr 2021 betrugen rund 6 GWp, d. h. akkumuliert sind laut Bundesnetzagentur im November 2022 rund 66 GWp installiert.
Der BSW sprach auch von einer Absatzkrise bzw. Konsolidierungsphase.

#### Wirtschaftliche Ereignisse in Deutschland (Detailliert)
Hinweis: Die Liste erhebt keinen Anspruch auf Vollständigkeit. Die detaillierten Ereignisse beschränken sich hier auf die Jahre 2011–2013, es gab jedoch auch davor oder danach an die Krise gekoppelte Ereignisse.
Die Krise der Solarindustrie ab 2012 stellte sich – u. a. nach einer Auflistung laut ARD Börse – wie folgt dar:
- 13. Dezember 2011: Das Berliner Solarunternehmen Solon beantragt die Eröffnung eines Insolvenzverfahrens. Das indisch-arabische Unternehmen Microsol übernimmt Solon wenige Monate später.
- 28. Februar 2012: Eröffnung des Insolvenzverfahrens über den Erlanger Solarkraftwerk-Hersteller Solar Millennium.[49]
- 3. April 2012: Q-Cells beantragt die Eröffnung eines Insolvenzverfahrens. Das Unternehmen mit einst 1.300 Jobs am Stammsitz in Bitterfeld-Wolfen wird Ende August 2012 vom südkoreanischen Mischkonzern Hanwha übernommen und ist damit vorerst gerettet, der größte Teil der Jobs bleibt erhalten.
- 17. April 2012: Das US-Unternehmen First Solar kündigt an, sein Werk in Frankfurt (Oder) schließen zu wollen. Ende Dezember ist für die Beschäftigten der letzte reguläre Arbeitstag. Bis spätestens Ende Mai 2013 verlieren damit alle 1.200 Beschäftigten des Solarmodulherstellers ihren Job. Die Standorte Mainz und Frankfurt (Oder) wurde geschlossen.[50]
- 10. Juli 2012: Der auf das Geschäftsfeld Sonnenenergie spezialisierte Maschinenbauer Centrotherm photovoltaics AG stellt einen Antrag auf Insolvenz in Eigenverwaltung beim Amtsgericht Ulm. Die Sanierung (z. B. Verkauf von GP Solar) wurde 2013 abgeschlossen.[51]
- 21. August 2012: Die Solarfirma Sovello in Sachsen-Anhalt stellt nach erfolgloser Investorensuche die Produktion ein. Den noch rund 1.000 Mitarbeitern wird endgültig gekündigt. Sovello war eine Abspaltung des Ex-Weltmarktführers Q-Cells und hatte im Mai 2012 Insolvenz beantragt.
- 10. Oktober 2012: Die USA setzen zum Schutz der heimischen Solarindustrie Strafzölle auf chinesische Solarimporte fest.[52]
- 18. Oktober 2012: Der Solartechnikhersteller SMA Solar Technology mit Sitz in Niestetal bei Kassel, will sich von 450 seiner weltweit gut 5.500 Mitarbeiter sowie von 600 Zeitarbeitern trennen. Im Jahr 2011 wurde noch das zweitbeste Ergebnis der Firmengeschichte erwirtschaftet.[53]
- 24. Januar 2013: Die Krise der Solarbranche bringt auch Solarworld immer stärker in Bedrängnis. Das einstige Vorzeigeunternehmen teilt mit, dass mit Gläubigern über einen Schuldenschnitt gesprochen werden solle. Konzernchef Frank Asbeck kündigt weitere Maßnahmen zur Kostensenkung an.
- 18. März 2013: Es wird bekannt, dass nun auch der weltgrößte Produzent von Photovoltaikmodulen, das chinesische Unternehmen Suntech Power in Zahlungsschwierigkeiten ist. Wenige Tage später muss der Konzern Insolvenz anmelden.[54]
- 22. März 2013: Bosch Solar Energy, welches auch mehrheitlich an Aleo Solar beteiligt war, gibt seinen Rückzug aus dem Solargeschäft bekannt. Rund 3.000 Beschäftigte waren betroffen. Die Solar-Sparte von Bosch hatte 2012 einen Verlust von gut einer Milliarde Euro eingefahren. 2013 erfolgte dann eine Übernahme des Solargeschäfts durch die SolarWorld.[55]
- 30. April 2013: SolarWorld gerät immer stärker in Bedrängnis. Das Eigenkapital ist komplett aufgezehrt, der Aktienkurs auf einem Tiefststand und mit den Gläubigern wurde ein Sanierungsplan mit einem drastischen Schulden- und Kapitalschnitt beschlossen.
- 18. Juni 2013: Qatar Solar beteiligt und unterstützt die deutsche SolarWorld und der Firmengründer Frank Asbeck unterstützt das Unternehmen mit weiteren 10 Millionen Euro aus seinem Privatvermögen.[56]
- 5. Juli 2013: Das Solarunternehmen Conergy mit Sitz in Hamburg beschäftigt rund 1.200 Mitarbeiter und meldet Insolvenz an.[57]
- 17. September 2013: SMA gibt den Abbau von 800 Stellen (Voll- und Teilzeit) bekannt.[58]
- 22. April 2014: Das seit 2008 CO2-neutral arbeitende Mitarbeiterunternehmen Wagner Solar beantragt Insolvenz und wird aus den Niederlanden übernommen.

#### Politische Dimension (Deutschland und EU)
Die Antwort der Bundesregierung auf eine Anfrage der Bundestagsfraktion der Linkspartei zeigt das große Ausmaß der Krise in Deutschland auf. So sei die Zahl der Beschäftigten in der Solarwirtschaft 2012 auf 87.000 gesunken. Auch die Umsätze sind auf geschätzt 7,34 Milliarden Euro zurückgegangen.
Die Herstellerinitiative „Pro-Sun“, dem etwa 40 europäische Solarunternehmen angehören, hat unter der Führung der deutschen Firma SolarWorld bei der EU-Kommission ein Anti-Dumpingverfahren gegen chinesische Modulhersteller beantragt. Am 6. September 2012 leitete die EU-Kommission ein Antidumping-Verfahren ein. Am 8. Mai 2013 hat die EU-Kommission zum Schutz der europäischen Solarindustrie temporäre Strafzölle von durchschnittlich 46 Prozent auf chinesische Photovoltaik-Module vorgeschlagen. Die Zölle sollen auf die chinesischen Produkte und Lieferanten individuell zugeschnitten sein, so dass auch höhere Zwangsabgaben möglich sind. Darauf reagierte die Volksrepublik China mit Ermittlungen wegen Dumpings von europäischen Stahlrohren, speziellen Chemieprodukten und Wein.
Die Grünen forderten die EU-Kommission auf, die Strafzölle nicht umzusetzen, um einen Handelskrieg zu vermeiden. Die aus den Strafzöllen resultierenden höheren Modulpreise würden bei den derzeitigen Vergütungssätzen für Solarstrom in den meisten EU-Ländern und auch in Deutschland eine wirtschaftliche Investition in die Solarstromproduktion nicht mehr ermöglichen. Die Strafzölle seien also nutzlos. Stattdessen schlugen die Grünen eine aktive Industriepolitik vor.
Am 2. Dezember 2013 bestätigte die Europäische Kommission dann, dass die vorläufigen Antidumpingzölle endgültig verhängt wurden. Es galt damit ein "Antidumpingzoll" in Höhe von 47,7 % auf Solarmodule aus der Volksrepublik China. Um Umgehungen zu verhindern, wurden später auch noch Antidumpingzölle auf Solarglas aus China verhängt. Im Laufe der Zeit stellte sich dann aber heraus, dass eine Vielzahl von Unternehmen die Antidumpingzölle umgingen, indem die Ware von China in Nachbarländer, wie z. B. Taiwan oder Malaysia verschifft wurde und von dort mit falschen Ursprungsnachweisen in die Europäische Union gelangte. Derzeit läuft ein Überprüfungsverfahren der Europäischen Union, ob die Antidumpingzölle aufgehoben werden können; EU ProSun hat aber bereits Beschwerde hiergegen eingelegt.

### Weltweite Ereignisse im Zuge der Krise

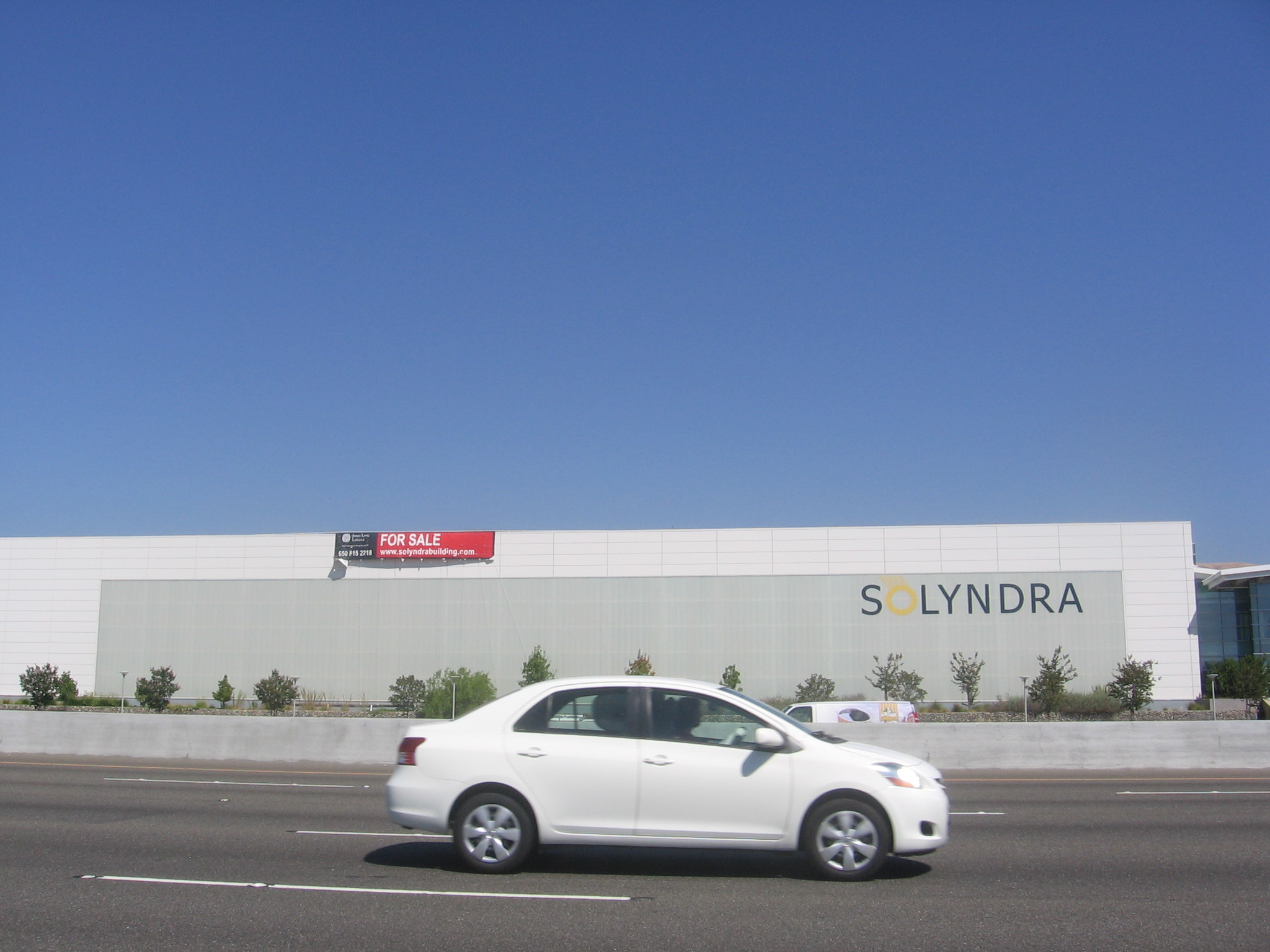
Ehemaliges Solyndra Fabrikgebäude in Fremont, Kalifornien zum Verkauf in dem Jahr 2012. Ab ca. 2015 wurde es gekauft und umgebaut zu Tesla Motors.

Hinweis: Die Liste erhebt keinen Anspruch auf Vollständigkeit. Die Jahresangaben sind nicht exakt. Häufig gab es Veränderungen, die über mehrere Jahre dauerten.
- 2011: Insolvenz[64] des US-Solarunternehmens Solyndra mit Verlusten eines $535 Millionen US-Dollar Darlehens.[65] Die ehemalige Fabrik in Fremont wurde ab ca. 2015 von Tesla (Elon Musk) übernommen.[66]
- 2011: Insolvenz der Solar Millennium (CSP)
- 2011: Yingli Solar meldet Verluste von über 510 Millionen US-Dollar.[67] Das Unternehmen wurde 2018 von der NYSE genommen.[68]
- 2011: Die US-Firma Evergreen Solar meldet Insolvenz
- 2012: Verkauf der Schweizer Anlagen- und PV-Modulherstellers Oerlikon Solar an das japanische Unternehmen Tokyo Electron
- 2013: Die chinesische Suntech Power meldet 2013 Insolvenz an[69]
- 2016: Schott Solar beendet die Geschäfte mit Dünnschicht und CSP
- 2019: Neuausrichtung von Meyer Burger (mit langjährigen Veränderungen bei der ehemaligen Roth & Rau, siehe dort)
- 2019: Astronergy (Teil von Chint) beendet die PV-Modulproduktion (Übernahme von Conergy) am Standort Frankfurt (Oder)[70]
- 2022: Manz beendet die Weiterentwicklung und Kommerzialisierung von CIGS und Verkauf der Anteile (2017).[71][72] Die Fabrik wurde zuvor von Würth übernommen
- Weitere Entwicklungen siehe der Abschnitt Solarindustrie ab den 2020er Jahren (Chronologie)

### Epilog der Krise
Die Absatzkrise hinterließ weitreichende Spuren in der deutschen und weltweiten Solarindustrie. Die Branche hat seither verschiedene Hersteller verloren oder ihre Kernkompetenzen, z. B. zum Systemanbieter, Großhändler (z. B. IBC Solar) oder durch neue Geschäftsmodelle (Mieten, Leasen), angepasst. Anderen Unternehmen gingen neue Zusammenschlüsse ein, so z. B. die deutsche Firma Aleo Solar mit dem taiwanesischen Unternehmen Sino-American Silicon Products (SAS) im Jahr 2014.

## Solarindustrie ab den 2020er Jahren (Chronologie)
Seit den 2020er Jahren erlebt die Solarindustrie einen Aufschwung getrieben von verschiedenen Energie-bezogener Krisen und den Zielen des Klimaschutzes. Beispielsweise planen die Hersteller Meyer Burger (vormals Roth & Rau) oder Solarwatt ihre Kapazitäten auch in Deutschland auszubauen. Des Weiteren stiegen seit 2017 die Zubauten an PV stetig wieder (6 GWp im Jahr 2021).
In der Forschung und Entwicklung wird kontinuierlich an hocheffizienten Solarzellen, organischen Solarzellen, verbesserten Fertigungsverfahren usw. gearbeitet.
Ab 2023 gelten Steuervergünstigungen (0 % Umsatzsteuer) und ein neues Steuerrecht für Solaranlagen. Der Hauptgeschäftsführer des BSW äußert sich zuversichtlich. Ziel der EEG-Novelle 2023 ist eine Gesamtleistung von 230 GW im Jahr 2030.
Einer Studie aus dem Jahr 2022 des Beratungsunternehmens PwC zur Folge sei ein dringender Investitionsbedarf und Zubau von rund 20 GW Solarstrom-Leistung pro Jahr und rund 50 Millionen PV-Module notwendig, um neue Abhängigkeiten am Energiemarkt zu vermeiden und Klimaziele zu erreichen. Ähnliche "Zubau-Szenarien" sind z. B. auch in Österreich bis 2030 notwendig. Auch Experten von Fraunhofer schätzen einen Zubau von 5 bis 15 GW jährlich notwendig. Dem Ausbau (zusammen mit der Windkraft) stehen diverse Hürden wie z. B. Netzengpässe gegenüber.
Anfang 2023 kündigten die chinesischen Großhersteller Longi Green Energy Technology, TCL Zhonghuan and Tongwei Solar Preiskürzungen bei ihren Modulen um bis zu 27 % an. Als Begründung wurde die Energiekrise und Überkapazitäten bei Rohmaterial angegeben.
Eine Frage, die sich im vorliegenden Zusammenhang stellt, ist, inwieweit der Europäische CO2-Grenzausgleichsmechanismus, der im Mai 2023 in Kraft getreten ist, der einheimischen Photovoltaikindustrie auf dem europäischen Binnenmarkt beim Absatz von Photovoltaik-Solarmodulen Erleichterung verschaffen kann, da in China Kohlestrom zu einem erheblichen prozentualen Anteil im chinesischen Strommix mitunter zum Zwecke der dortigen Industrieproduktion verwendet wird. (Der CO2-Grenzausgleichsmechanismus müsste hier zugunsten der einheimischen Photovoltaikindustrie „greifen“, sprich, Wirkung zeigen.)
In dem Jahr 2024 wurde von der EU der sog. englisch Net-Zero Industry Act (NZIA) ‚Netto-Null-Industrie-Gesetz‘ angekündigt, um EU-weit "grüne Technologie" zu fördern. Das Gegenstück aus den USA ist der Inflation Reduction Act (IRA), welcher auch die US-amerikanische Chipindustrie u. a. fördert. Am 6. Februar 2024 haben das Europäische Parlament und der Rat eine politische Einigung über das Gesetz zur Netto-Null-Industrie erzielt. Nach seiner formellen Verabschiedung kann das Gesetz in Kraft treten.
In dem Jahr 2024 kommt es zu einem Boom bei der Installation von Balkonkraftwerken in Deutschland.
Im gleichen Jahr (2024) verkündet der deutsche Hersteller SMA Solar Technology einen umfangreichen Stellenabbau von bis zu 1.100 Personen. Bereits in dem Krisenjahr 2012 wurden 800 Stellen gestrichen.
Im März 2025 veröffentlichte das Fraunhofer ISE ein Strategiepapier zur Stärkung der Solarindustrie. Die Experten schlagen damit drei Maßnahmen vor:
1. Ausbau der Produktion von innovativen Hightech-Produkten in Deutschland / Europa
2. Maschinenbau mit Technologie-Know-how international nutzen und vermarkten
3. Ausbau der Forschungs- und Entwicklungsinfrastruktur für eine innovative Solarindustrie

Im Juni 2025 verkündet der Schweizer Solarhersteller Meyer Burger den Insolvenzantrag für seine beiden deutschen Standorte.

## China

### Kennzahlen
Nach Angaben des China Energy Portals lieferte PV-Solar in China im Jahr 2019 rund 224 TWh von insgesamt 7.326 TWh. China installierte im Jahr 2018 rund 44 GW.

### Subventionen und Politik
Seit 2011 hat China mehr als USD 50 Milliarden in den Aufbau der eigenen Solarindustrie investiert und mehr als 300.000 Jobs in der Herstellung geschaffen. Ein erheblicher Teil der inländischen Produktion wird im Inland verbraucht: China ist weltweit mit Abstand der größte Markt für Photovoltaikanlagen. Ausfuhren von Photovoltaik-Komponenten machten 2021 einen Umfang von USD 30 Mrd. aus. Stand 2022 lagen die Herstellungskosten von Photovoltaikmodulen in China 10 % niedriger als in Indien, 20 % niedriger als in den USA und 35 % niedriger als in Europa. Ein wesentlicher Faktor sind Stromkosten.
Die chinesische Regierung plante 2014 einen beschleunigten Ausbau der Solarenergie auf 35 Gigawatt bis 2015. Das entsprach einer Steigerung des Installationszielwertes um rund 70 % und sollte zu einer Konsolidierung der Branche führen. Das Überangebot an Solarmodulen sollte minimiert und die Exportabhängigkeit der chinesischen Solarindustrie verringert werden. Zudem sollten Unternehmenszusammenschlüsse und Unternehmenskäufe steuerlich gefördert werden. Gleichzeitig sollten Lokalregierungen an der Unterstützung insolventer Solarunternehmen gehindert werden, um die Marktbereinigung voranzutreiben. Wie 2014 bekannt wurde, richtete sich die staatliche Wirtschaftsspionage auch auf die Firmeninterna konkurrierender Solarproduzenten in den USA.
Stand 2020 stammten 8 von 10 der weltweit größten Hersteller von Solarpaneelen nach ausgelieferter Kapazität aus China. Auch bei der Herstellung von Polysilizium, Wafern und Zellen hat China Stand 2022 einen Marktanteil von über 80 %. Die Produktion anderer Solarkomponenten wie Solarglas, Stahl- und Aluminiumrahmen und Wechselrichtern ist ebenfalls in China konzentriert. Angesichts der anstehenden weiteren Ausweitung der Produktionskapazitäten in China wird damit gerechnet, dass der chinesische Marktanteil in den nächsten Jahren annähernd 95 % erreichen könnte.

### Organisationen
In China ist die China Silicon Industry Association (CSIA) die Branchenvertretung.

## USA

### Kennzahlen
In den USA sind Stand 2021 ca. 135 GW PV installiert. Rund 164 TWh wurde erzeugt. Es arbeiten seit 2015 über 200.000 Beschäftigte in der Solarbranche.

### Politik
Im Jahr 1997 wurde vom ehem. US-Präsidenten Bill Clinton die "Million Solar Roofs Initiative" (MSRI) angekündigt mit dem Ziel die Photovoltaik im Inland und privaten Bereich (Häuser) zu unterstützen. Weitere Pakete sind die California Solar Initiative (CSI) und New Solar Homes Partnership (NSHP).

### Organisationen
In den USA gilt das National Renewable Energy Laboratory (NREL) als führende Einrichtung auf den Gebieten erneuerbare Energie und Energieeffizienz. Es ist Herausgeber der "Best Research-Cell Efficiency Chart", einer umfangreichen Aufzählung verschiedener Photovoltaik-Zelltechnologien, die in den letzten 50 Jahren entdeckt und entwickelt wurden.
Die Solar Energy Industries Association (SEIA) ist der Interessenverband der Solarindustrie in den USA und wurde 1974 gegründet.

### Unternehmen
Eines der weltweit führenden PV-Unternehmen ist First Solar mit Sitz in Tempe (Arizona). 2020 war First Solar der weltweit zehntgrößte Hersteller von Solarmodulen nach ausgelieferter Kapazität. Das Unternehmen war erster reiner Photovoltaik-Hersteller als Partner der Industrieinitiative von Desertec.

### Fachartikel
- Wolfgang Gründinger: The Renewable Energy Sources Act (EEG). In: Drivers of Energy Transition. Springer Fachmedien Wiesbaden, Wiesbaden 2017, ISBN 978-3-658-17690-7, S. 257–419, doi:10.1007/978-3-658-17691-4_6 (englisch).

- Bas Hooijmaaijers: The EU-China Solar Panel Dispute. In: Unpacking EU Policy-Making towards China. Springer Singapore, Singapore 2021, ISBN 978-981-15-9366-6, S. 51–88, doi:10.1007/978-981-15-9367-3_3 (englisch).
- Konrad Kleinknecht: Mythen und Illusionen der Energiewende. In: Risiko Energiewende. Springer Berlin Heidelberg, Berlin, Heidelberg 2015, ISBN 978-3-662-46887-6, S. 209–220, doi:10.1007/978-3-662-46888-3_6.

### Fachbücher
- Hans-Rudolf Bork: Umweltgeschichte Deutschlands. Springer Berlin Heidelberg, Berlin, Heidelberg 2020, ISBN 978-3-662-61131-9, S. 245 ff., doi:10.1007/978-3-662-61132-6.
- Yaman Abou Jieb, Eklas Hossain: Photovoltaic Systems: Fundamentals and Applications. Springer International Publishing, Cham 2022, ISBN 978-3-03089779-6, doi:10.1007/978-3-030-89780-2.
- Jörn Schaube: Das EEG im Wandel 2010 - 2017 (= Energietransformation). Springer Fachmedien Wiesbaden, Wiesbaden 2022, ISBN 978-3-658-37339-9, doi:10.1007/978-3-658-37340-5.

### Studien & Andere Dokumente
- Tobias Sprenger, Felix Schäfer: Implikationen des geplanten Zubaus erneuerbarer Energien gemäß Osterpaket und EEG 2023. Energiewirtschaftliches Institut an der Universität zu Köln (EWI), 2022 (uni-koeln.de [PDF]).
- Harry Wirth: Aktuelle Fakten zur Photovoltaik in Deutschland. Fraunhofer ISE, 2022 (pv-fakten.de).
- Simon Philipps, Werner Warmuth: Photovoltaics Report. Fraunhofer-Institut für Solare Energiesysteme ISE; PSE Projects GmbH, 6. Dezember 2022 (fraunhofer.de [PDF]).
- Die aktuellen Reports Trends in PV Applications und weitere Studien von der IEA-PVPS, siehe dort.
- Die Studie Solar Futures Study des amerikanischen Solar Energy Technologies Office, Teil des DOE.

### Ältere Artikel
- Manuel Frondel, Christoph M. Schmidt, Colin Vance: Solarweltmeister Deutschland? Ein gewaltig teurer Irrtum. In: List Forum für Wirtschafts- und Finanzpolitik. Band 39, Nr. 2, Juni 2013, S. 99–121, doi:10.1007/BF03373044.